# Triaspis tricolorata
Triaspis tricolorata är en stekelart som beskrevs av Vladimir Ivanovich Tobias och Saidov 1997. Triaspis tricolorata ingår i släktet Triaspis och familjen bracksteklar. Inga underarter finns listade i Catalogue of Life.